# Trochanteria rugosa
Trochanteria rugosa is een spinnensoort uit de familie Trochanteriidae. De soort komt voor in Argentinië.